# Změna klimatu a chudoba

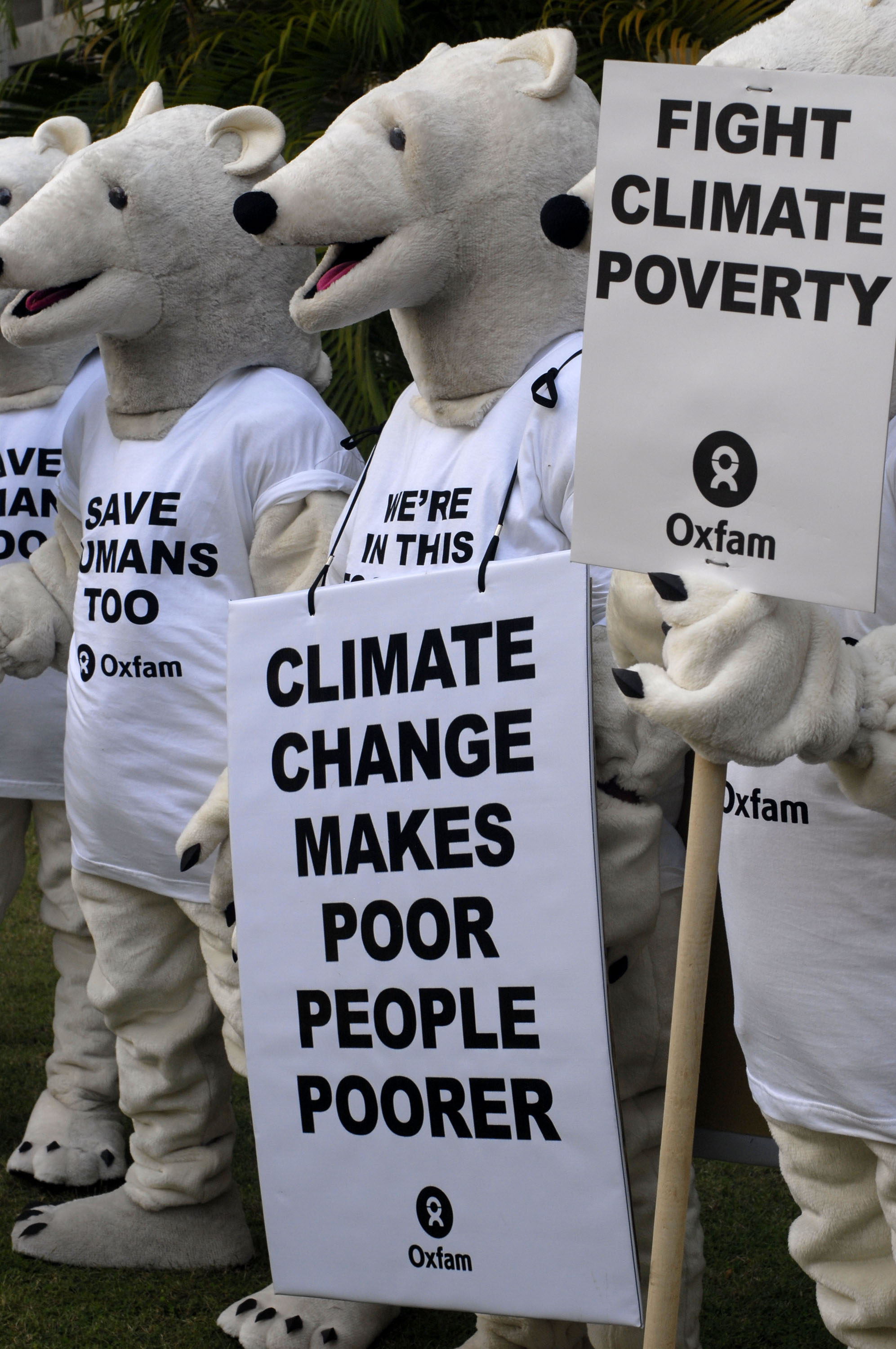
Demonstrace proti klimatické chudobě na Klimatické konferenci OSN 2007

Změna klimatu a chudoba jsou vzájemně propojená témata. Právě klimatická změna je totiž vážným rizikem pro snižování chudoby či bídy ve světě a hrozí, že v dohledné době zmaří dlouhodobé snahy o rozvoj. Přestože je změna klimatu globálním jevem, její negativní dopady pociťují a v budoucnu pocítí více chudé země světa. Ty jsou totiž zranitelnější z důvodu vysoké závislosti na přírodních zdrojích a kvůli omezeným schopnostem vyrovnat se s proměnlivostí klimatu a případnými extrémy. Čtvrtá Hodnotící zpráva Mezivládního panelu pro změnu klimatu (IPCC) přímo uvádí, že jednotlivci a komunity s nízkými příjmy jsou více vystaveni environmentálním rizikům a znečištění a obtížněji se zotavují z dopadů změny klimatu.
V současné době žije v tzv. extrémní chudobě, v češtině známé pod synonymem bída, 689 milionů lidí, tedy 9,2 % celkové populace světa. Ačkoli se dlouhodobě daří počet extrémně chudých snižovat, odhady naznačují, že z důvodu změny klimatu by do roku 2030 mohlo více než 100 milionů lidí mohlo upadnout zpět do extrémní chudoby. 200 milionů lidí by navíc mohlo být z důvodu častějšího výskytu klimatických katastrof nuceno opustit svůj domov.
Klimatická změna v tomto ohledu vyvolává velké množství etických otázek. Nejchudší země světa přispívají ke změně klimatu nejméně. To potvrzuje fakt, že 74 nejchudších zemí světa se podílí na produkci celosvětových emisí skleníkových plynů méně než jednou desetinou. I přesto jsou právě tyto země nejvíce zasaženy dopady změny klimatu. Oproti tomu země globálního severu jsou zodpovědné za 92 % produkce emisí skleníkových plynů. Nicméně díky svým prostředkům jsou schopny lépe reagovat na stávající změny a uplatňovat adaptační a mitigační opatření. Projevy klimatické změny se jich zpravidla tak znatelně nedotýkají.

## Chudoba, bída a záměrná skromnost
Pro hlubší porozumění problematice je potřeba správně rozlišovat termíny chudoba a bída. Chudobu lze chápat v českém jazyce jako dobrovolnou či záměrnou skromnost, která byla tradičně spojována s ideálním stavem pro člověka, žijícím duchovním životem. Takový člověk se nemusí se rozptylovat přemírou starostí (u kněží v katolické církvi např. starostí o rodinu), ani zápasem o holé přežití, ani odpovědností za správu majetku. Environmentalistka Hana Librová zmiňuje i současná hnutí chudoby, ve kterých vyrůstají šťastné a zdravé děti v láskyplném prostředí a “pod ochranou chudé matky”. Chudoba tedy podle její teorie byla po staletí vnímána jako ctnostná hodnota, která vycházela z chudoby evangelijní. Rozdíl chudoby a bídy vnímá v tom, že v bídě se jedná o sociální vyloučení spojené s patologickými jevy vycházející ze sociální deprivace.
Bídu lze charakterizovat nízkým příjmem, malým vlastnictvím a spotřebou, pocitem deprivace, sociálním vyloučením, nízkým sociálním statusem a minimálním podílem na moci. Člověk žijící v bídě nemá přístup k věcem a službám považovaným obecně i jimi samými za nezbytné k důstojnému, co možná šťastnému životu. V jednotlivých částech textu se proto v kontextu klimatické změny vyskytuje častěji termín bída, který označuje stav člověka žijícího v nedůstojných životních podmínkách, na které má vliv změna klimatu, a to v různých podobách.
Současná hnutí chudoby pracují s myšlenkou dobrovolné chudoby, pro kterou je charakteristická dobrovolnost, malé vlastnictví a spotřeba, soběstačnost, pestré mezilidské vztahy, aktivní podíl na veřejných věcech atd. V rámci posledního termínu, záměrné skromnosti, lidé vědomě z environmentálních motivů omezují své vzorce i objem spotřeby hmotných statků či služeb.

## Spojitost mezi klimatickou změnou a bídou
Obecně platí, že jako lidé žijíci v bídě jsou definováni ti, kteří žijí pod danou hranicí chudoby. Tou se rozumí nejnižší výše příjmů, která je ještě považována za dostatečnou v určité zemi. V současné době je stanovena na 1,90 USD na den. Bída a její redukce jsou dynamické procesy. Někteří lidé si postupem času mohou vybudovat určitý majetek a vymanit se tak z bídy, zatímco jiní mohou z nějakého důvodu zažít zhoršení své ekonomické situace a do bídy upadnout. Změna klimatu může mít podstatný vliv na úpadek do bídy napříč různými sociálními skupinami. Mnoho otřesů, které vrhají lidi do bídy, totiž přímo či nepřímo souvisí se životním prostředím a klimatem. Stejně tak může změna klimatu ovlivnit proces vymaňování se z bídy. Redukce bídy je totiž z velké části poháněna akumulací aktiv. Nižší zemědělská aktivita a ztráta majetku v důsledku přírodních katastrof plynoucích z klimatické změny vede ke snížení příjmů, a tak znesnadňuje tento proces. V momentě, kdy jsou aktiva chudých lidí vystavena většímu riziku než aktiva bohatých lidí, dochází navíc k prohlubování nerovností.

### Environmentální spravedlnost
Environmentální spravedlnost je sociálním hnutím, které se snaží dosáhnout spravedlivého rozdělení ekologických výhod a zátěží spojených s ekonomickou výrobou. Tento pojem tak označuje spravedlivé zacházení a smysluplné zapojení všech lidí bez ohledu na rasu, barvu pleti, původ, příjem s ohledem na vývoj, implementaci a prosazování zákonů, předpisů a politik v oblasti životního prostředí. Žádná skupina lidí by na základě tohoto přístupu neměla trpět nepřiměřeným množstvím negativních environmentálních důsledků vyplývajících z industriálních, obecních, komerčních, místních nebo státních činností a nařízení.

## Oblasti zasažené klimatickou změnou
Klimatická změna má vliv na celou řadu vzájemně provázaných oblastí, skrze něž může velmi negativně ovlivnit dlouholeté snahy o rozvoj a přispět k zásadnímu rozšíření bídy ve světě.

### Zemědělská produkce a potravinová bezpečnost
Zemědělství je z hlediska klimatické změny nejzranitelnějším odvětvím z důvodu své velikosti a citlivosti na povětrnostní podmínky. Hlavními faktory, které v tomto ohledu negativně ovlivňují zemědělskou produkci a ohrožují světovou potravinovou bezpečnost, jsou změny průměrných teplot a úhrnů srážek, extrémní klimatické jevy, proměny škůdců a chorob, změny koncentrací oxidu uhličitého v atmosféře, změny ve výživových hodnotách u některých plodin a stoupání hladiny moří. V roce 2019 vydal Mezivládní panel pro změnu klimatu (IPCC) zprávu, ve které uvádí, že již v této době trpí miliony lidí po celém světě nedostatkem potravin v důsledku změny klimatu a z ní pramenícího poklesu světové produkce plodin o 2 - 6 % za deset let. Jelikož predikce napovídají, že při současném vývoji v roce 2050 světová populace dosáhne bezmála 10 miliard a bude tak vyžadovat o přibližně 70 % více potravin, je zajištění potravinové bezpečnosti jednou z hlavních výzev generace současné i budoucích.
Problém však není jednostranný. Právě sektor zemědělství je zodpovědný za 18,4 % z celkových emisí skleníkových plynů, je druhým nejzásadnějším producentem emisí po energetice a podstatným dílem tak přispívá ke změně klimatu. Nejvíce emisně náročnými složkami zemědělství jsou chov hospodářské zvěře (5,8 % celkových světových emisí skleníkových plynů), kultivace a hnojení zemědělských půd (4,1 % celkových světových emisí skleníkových plynů) a spalování zbytků zemědělských plodin (3,5% celkových světových emisí skleníkových plynů). V případě zemědělství je tak nezbytné zavedení efektivních adaptačních a mitigačních strategií a dosažení zvýšení a udržitelnosti produkce, zvýšení odolnosti plodin a snížení emisní náročnosti.

### Vodní zdroje
Klimatická změna již nyní ovlivňuje přístup lidí k pitné vodě po celém světě, a to z několika vzájemně provázaných důvodů. Kvůli zvyšující se průměrné teplotě dochází k výraznějšímu odpařování vody, tedy ke zvyšování množství vodní páry v atmosféře a následným častějším, vydatnějším a intenzivnějším dešťům. Jelikož vegetace a půda nejsou schopny nárazově absorbovat tak velké množství vody, dochází k záplavám. Z toho důvodu nedochází k doplňování hladiny podzemních vod. Zbývající voda odtéká do blízkých vodních toků, do nichž cestou splachuje nečistoty (například v podobě hnojiv) a tím je kontaminuje. Kromě toho vlivem klimatické změny dochází k tání ledovců a následnému zvyšování hladiny moří. Vlivem stoupající hladiny může slaná voda jednodušeji kontaminovat zásoby sladkovodních podzemních vod. Země s omezenými zdroji pitné vody jsou tak nuceny uchylovat se k desalinaci, tedy k procesu odsolování mořské vody, který je však energeticky náročný a finančně nákladný. Růst populace, příjmů a rozšiřování měst způsobují, že poptávka po vodě exponenciálně roste, avšak nabídka je a s největší pravděpodobností bude z důvodu klimatických změn stále více nejistá a nevyzpytatelná a pitná voda se tak může stát vzácnou. Nedostatek vody způsobený klimatickou změnou by mohl dle odhadů v některých zemích Asie a Afriky zapříčinit pokles HDP až o 6 % a podnítit k masivní migraci a místním konfliktům.

### Hladina oceánu
Hladina oceánů se zvyšuje ze třech hlavních důvodů, a to kvůli teplotní roztažnosti vody, úbytku ledu na pevninách a úbytku podzemních vod. Hlavním příspěvkem je v současné době právě úbytek ledu, přičemž polovina z něj připadá na ledové štíty a polovina na zbylé masy ledu. Vzestup hladiny moří má podstatné negativní důsledky, jako je eroze pobřeží, záplavy, kontaminace zásob pitné vody a zemědělských plodin, pronikání mořské vody do ústí řek a říčních systémů apod. Velké riziko představuje zejména pro přímořské regiony a jejich obyvatele. V případě malých rozvojových ostrovních států by navíc zvyšování hladiny oceánů mohlo přispět k vysídlení a migraci, jelikož 11 - 15 % (tedy přibližně 1,2 milionu) obyvatel těchto států žije ve výšce do 5 metrů nad mořem a hrozí jim bezprostřední ohrožení.

### Ekosystémy a biodiverzita
Ekosystémy hrají důležitou roli při ochraně zdrojů obživy člověka před riziky klimatické změny. Jednak přispívají ke stabilizaci klimatu svou samotnou existencí - například lesní porost snižuje riziko sucha, které má pak přímý dopad na zemědělskou produkci. Ekosystémy a biologická rozmanitost také přímo ovlivňují kvalitu života člověka v různých oblastech. Například, když silně prší, stromy rostoucí na strmých svazích chrání venkovské obydlí před sesuvy půdy. Lidé žijící v pobřežních oblastech mohou být nepřímo postiženi degradací ekosystému - jedná se o oblasti jako mokřady, mangrovy, korálové a ústřicové útesy, který je také zdrojem jejich živobytí a výživy.
Už v rámci Čtvrté hodnotící zprávy IPCC odborníci dospěli k závěru, že z důvodu klimatické změny a s ní související rostoucí teploty došlo za posledních 30 let k podstatnému ovlivnění ekosystémů po celém světě. Rostoucí teplota totiž mění stabilní podmínky ekosystémů a vede tak k vytlačování (případně až k vyhynutí) některých druhů a naopak k rozvoji jiných. Dle propočtů odborníků navíc klimatická změna v budoucnu může vést k vyhynutí mnoha původních druhů a ke snížení rozmanitosti ekosystémů a ekosystémových služeb, což může negativně ovlivnit člověka na lokální i globální úrovni.

### Lidské zdraví
Změna klimatu ovlivňuje základní environmentální a sociální determinanty zdraví – čistý vzduch, nezávadná pitná voda, dostatek jídla a bezpečné přístřeší. Podle zpráv Světové banky bude mít změna klimatu dopady na zdraví, s vysokou pravděpodobností zhoršení v oblasti podvýživy. Také se očekává zvýšení počtu onemocnění přenášených vektory a či nárůst respiračních onemocnění a poruch, způsobených tepelně zesílenými hladinami smogu. Ve své nejnovější zprávě IPCC zjistil, že změna klimatu by měla vést k nárůstu špatného zdravotního stavu v mnoha regionech a zejména v rozvojových zemích s nízkými příjmy ve srovnání se základním stavem beze změny klimatu. Hrozí tak, že změna klimatu naruší padesátiletý pokrok v rozvoji, ve zlepšování globálního zdraví a v redukci bídy a umocní nerovnosti ve společnosti. Tomu nasvědčují i predikce Světové zdravotnické organizace WHO, a tedy, že v letech 2030 až 2050 způsobí změna klimatu přibližně 250 000 úmrtí ročně v důsledku podvýživy, malárie, průjmu a teplotního šoku.

### Lidská práva a demokracie
V páté zprávě Mezivláního panelu pro klimatickou změnu se zmiňuje povinnost státu dodržovat, chránit, plnit a podporovat všechna lidská práva všech osob bez diskriminace. Nepřijetí pozitivních opatření k předcházení škodám na lidských právech způsobených změnou klimatu, včetně předvídatelných dlouhodobých škod, tuto povinnost porušuje. Změna klimatu negativně ovlivňuje právo lidí na zdravý život, právo na bydlení, právo na vodu či právo na stravu. Tyto negativní dopady se budou exponenciálně zvyšovat v závislosti na intenzitě a rozsahu změny klimatu, ke které nakonec dojde. Neúměrně se dotknou jednotlivců, skupin a národů ve zranitelné situaci, včetně žen, dětí, starších osob, původních obyvatel, menšin, migrantů, lidí žijících na venkově, osob se zdravotním postižením a chudých.